# Baran (Cawas)
Baran is een bestuurslaag in het regentschap Klaten van de provincie Midden-Java, Indonesië. Baran telt 1803 inwoners (volkstelling 2010).